# تپه چهار گاوه
تپه چهار گاوه مربوط به دوران‌های تاریخی پس از اسلام است و در شهرستان شوشتر، روستای چهار گاوه واقع شده و این اثر در تاریخ ۵ آذر ۱۳۸۰ با شمارهٔ ثبت ۴۳۳۴ به‌عنوان یکی از آثار ملی ایران به ثبت رسیده است.